# Elisabet Kumanen
Elisabet Kumanen, född 1240, död 1290, var en ungersk drottning, gift med kung Stefan V av Ungern. Hon var Ungerns regent 1272–1277 som förmyndare för sin son. 

## Biografi
Elisabet var dotter till Köten, khan av kumanerna, och dennes okända hustru. Kumanerna var ett turkisk-språkigt folkslag av nomader som var medlem av konfederationen Kuman-Kipchak. 
Kumanerna invaderade Ungern 1238 efter att själva ha blivit invaderade och besegrade av mongolerna. Bela IV av Ungern slöt dock fred med kumanernas stam och lät dem bo i Ungern i utbyte mot att de konverterade från shamanismen till katolicismen, och freden befästes genom en trolovning mellan Ungerns tronföljare Stefan, som då var ett spädbarn, och kumanerhövdingens ungefär jämnåriga dotter, som konverterade och döptes till Elisabet. 

### Äktenskap
År 1241 erövrades Ungern av mongolerna. Köten dog och Bela flydde till Österrike, men mongolerna vände tillbaka på grund av inre strider 1242 och Bela IV kunde då återupprätta Ungerns självständighet. Trolovningen mellan Elisabet och Stefan bröts inte, utan fullföljdes med vigsel år 1253. Stefan fick år 1262 sin far att förläna honom nio av landets provinser och utnämna honom till samregent, och Stefan regerade sedan som en av Ungerns två kungar i sin egen huvudstad, med Elisabet som drottning; han blev ensam kung 1270. 

### Regent
Elisabet blev änka 1272 och Ungerns regent fram till sin sons myndighetsdag 1277. Hennes regeringstid var mycket orolig med kuppförsök, inre stridigheter och uppror. Hennes son gjorde sig känd för sin förkärlek för sin mors folk kumanerna, och alienerade den ungerska adeln genom att bland annat klä sig som en kuman och leva med kumanska konkubiner. Elisabet anges traditionellt ha dött år 1290, och hon finns inte längre omnämnd under Andreas III:s regeringstid.